# Wolfsberg (winkelcentrum)

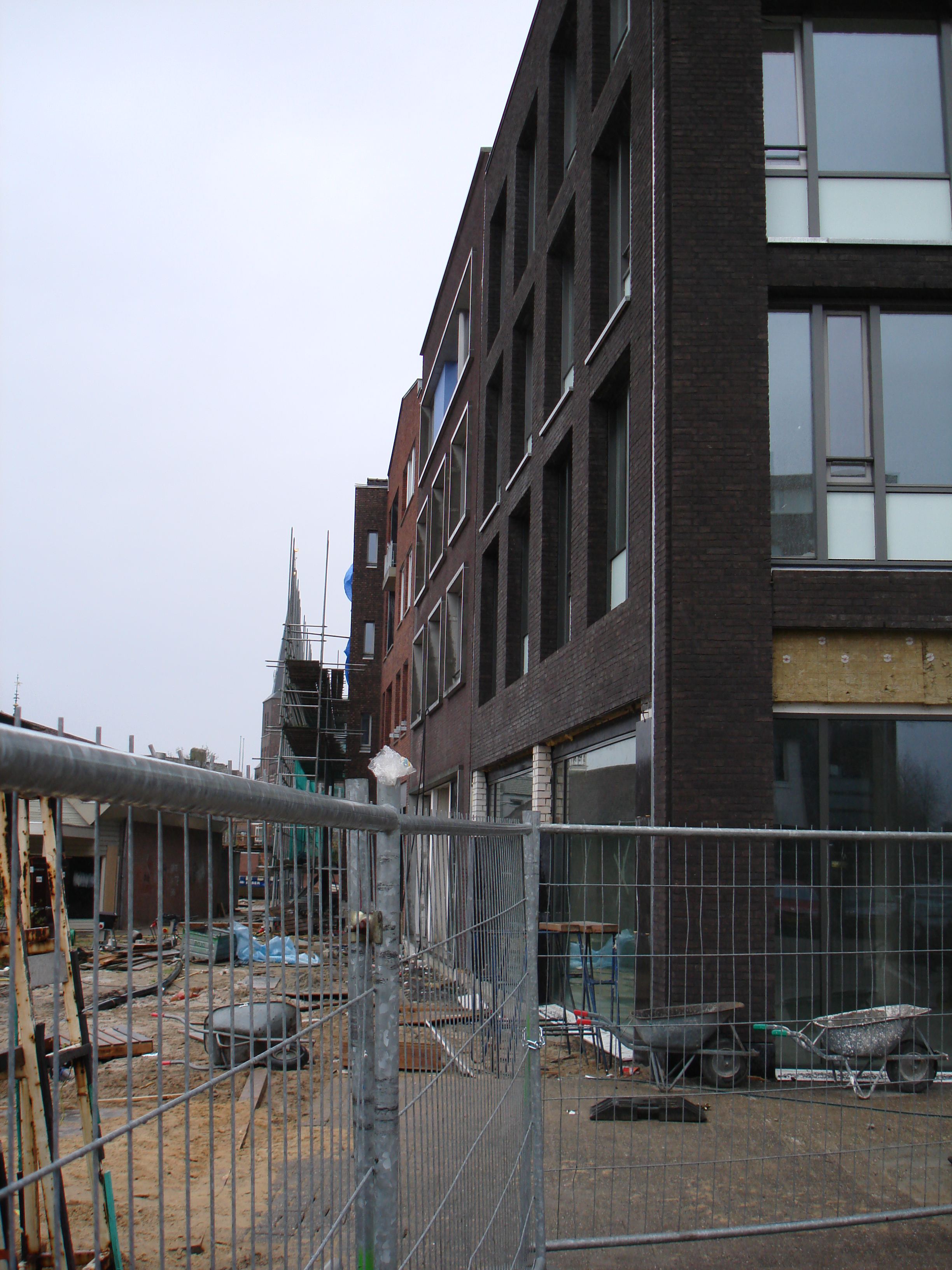
Winkelgebied 'de Wolfsberg' in aanbouw, 3 december 2006.

Wolfsberg is een door Hurks Bouw & Vastgoed ontwikkeld winkelgebied met appartementen en sociaal-cultureel centrum in het centrum van Deurne. Hiervoor zijn onder meer het oude winkelcentrum De Martinet en het sociaal-cultureel centrum De Vierspan afgebroken. Uitgangspunt voor de stedenbouwkundige opzet was het herstel van de vroegere straatwanden van Martinetstraat en De Wever en de creatie van een nieuwe winkelstraat, haaks op De Wever, met de nieuwe naam Torenstraat. Tevens werd het plein voor de vroegere bibliotheek gehandhaafd, dat de naam Wolfsberg kreeg. De vroegere Hogeweg, onder bebouwing verdwenen in de jaren zestig, is niet hersteld.
Tot aan het einde van de jaren zestig van de 20e eeuw bestond dit gebied uit akkers, die deel uitmaakten van het akkercomplex de Deurnese Akker op de dekzandrug de Wolfsberg.
De eerste winkels in het nieuwe winkelgebied werden eind 2006 geopend, namelijk de Albert Heijn en de Etos. In 2007 volgden onder meer de Bruna en de Intertoys. Tevens werd gestart met de bouw van de tweede fase aan de westzijde van het plein Wolfsberg, op de plek van de vroegere Vierspan. In 2009 werd dit gedeelte, inclusief het Cultuurcentrum Martien van Doorne en een parkeergarage opgeleverd, waarna de bouw van de laatste fase begon. Deze omvatte een bouwblok aan de noordzijde van de Wever, waarin onder meer een filiaal van C&A gevestigd werd.
In september 2010 werd het bouwproject officieel afgerond.